# Billy Lush
William Paul „Billy“ Lush (* 30. November 1981 in New Haven, Connecticut) ist ein US-amerikanischer Schauspieler.

## Leben
Billy Lush wurde in New Haven im US-Bundesstaat Connecticut geboren. Bis 1999 besuchte er die Coral Springs High School in Coral Springs in Florida. Während dieser Zeit sammelte er erste Theatererfahrung. Daraufhin studierte er an der Florida State University Theater.
In New York lernte Lush mit dem Gründer des American Place Theatre, Wynn Handman. Er spielte in mehreren Theaterstücken mit, unter anderem in Seid nett zu Mr. Sloane, Scrawl und dem Off-Broadway-Stück Leaving My Apartment.
Ab 2002 war Billy Lush in einer Vielzahl von Kurzfilmen und Serien zu sehen, so zum Beispiel in Law & Order: Special Victims Unit, Emergency Room, Six Feet Under, Criminal Intent, CSI: Vegas, Cold Case, Castle und Graceland. Seinen ersten längeren Handlungsbogen in einer Serie hatte Lush 2006 in drei Folgen der Serie Huff. Ein Jahr später folgte die Rolle des Kevin Donnelly in The Black Donnellys, welche ihm Bekanntheit einbrachte. 2008 folgte die Rolle des Lance Cpl. Harold James Trombley in der HBO-Miniserie Generation Kill. Weitere Bekanntheit erlangte Lush 2011 durch die Verkörperung des Liam Hennesseys in der kurzlebigen Serie The Chicago Code sowie durch die Rolle des Chris im Film Straw Dogs. 2013 gehörte er als Nick Paflas zur Hauptbesetzung der AMC-Serie Low Winter Sun.
Lush ist seit 2011 mit der Schauspielerin Anne Clare Graham verheiratet und lebt in Los Angeles.

## Filmografie (Auswahl)
- 2002: Hack – Die Straßen von Philadelphia (Hack, Fernsehserie, Folge 1x02)
- 2002: Law & Order: Special Victims Unit (Fernsehserie, Folge 4x10)
- 2003, 2005: Criminal Intent – Verbrechen im Visier (Law & Order: Criminal Intent, Fernsehserie, 2 Folgen)
- 2004: Stateside
- 2005: Without a Trace – Spurlos verschwunden (Without a Trace, Fernsehserie, Folge 3x12)
- 2005: Emergency Room – Die Notaufnahme (ER, Fernsehserie, Folge 11x22)
- 2005: Six Feet Under – Gestorben wird immer (Six Feet Under, Fernsehserie, Folge 5x11)
- 2006: Huff – Reif für die Couch (Huff, Fernsehserie, 3 Folgen)
- 2007: The Black Donnellys (Fernsehserie, 14 Folgen)
- 2008: Generation Kill (Fernsehserie, 7 Folgen)
- 2008: CSI: Vegas (CSI: Crime Scene Investigation, Fernsehserie, Folge 9x07)
- 2009: Terminator: The Sarah Connor Chronicles (Fernsehserie, Folge 2x11)
- 2009: Cold Case – Kein Opfer ist je vergessen (Cold Case, Fernsehserie, Folge 6x18)
- 2009: Trauma (Fernsehserie, Folge 1x01)
- 2010: Three Rivers Medical Center (Three Rivers, Fernsehserie, Folge 1x13)
- 2011: The Chicago Code (Fernsehserie, 13 Folgen)
- 2011: The Glades (Fernsehserie, Folge 2x12)
- 2011: Straw Dogs – Wer Gewalt sät (Straw Dogs)
- 2012: CSI: NY (Fernsehserie, Folge 8x16)
- 2012: Vegas (Fernsehserie, Folge 1x01)
- 2013: Graceland (Fernsehserie, Folge 1x11)
- 2013: Low Winter Sun (Fernsehserie, 10 Folgen)
- 2015: Navy CIS (Fernsehserie, Folge 13x02)
- 2021: Magnum P.I. (Fernsehserie, Folge 4x02)

Videospiele
- 2012: Hitman: Absolution (Stimme)
- 2013: Dishonored: Die Maske des Zorns (Stimme)